# Kaszperiwka (obwód winnicki)
Kaszperiwka (ukr. Кашперівка; pol. hist. Kaszperówka, Kasperówka) – wieś na Ukrainie, w obwodzie winnickim, w rejonie koziatyńskim. W 2001 roku liczyła 716 mieszkańców.
Siedziba dawnej gminy Kaszperówka
w powiecie taraszczańskim na Ukrainie.